# L'Âge de glace : Les Lois de l'Univers
Pour les articles homonymes, voir Âge de glace (homonymie).
Série L'Âge de glace
L'Âge de glace 4 : La Dérive des continents
(2012) L'Âge de glace : Les Aventures de Buck Wild 
(2022)
Pour plus de détails, voir Fiche technique et Distribution.
L'Âge de glace : Les Lois de l'Univers ou L'ère de glace : Les lois de l'univers au Québec (Ice Age: Collision Course), est un film d'animation américain réalisé par Mike Thurmeier et coréalisé par Galen Tan Chu, sorti en 2016.
C'est le cinquième opus de la saga L'Âge de glace. Le scénario coécrit par Michael J. Wilson, Michael Berg (en) et par Yoni Brenner a été créé sur une histoire d’Aubrey Solomon.
Scrat va dans l'espace et provoque la collision entre deux planètes, ce qui crée un astéroïde filant droit vers la Terre. Manny, Sid, Diego et le reste de la bande vont devoir fuir leur chez-soi. Buck, la belette de L'Âge de glace 3, est de retour. Nos héros vont voyager vers des terres exotiques et rencontreront une ribambelle de personnages hauts en couleur, tels que le spirituel Shangri Lama.

## Synopsis
Pêche va se marier avec son fiancé, Julian, un jeune mammouth maladroit, irréfléchi et un peu bête, ce qui ne plaît pas à Manny. Diego et Kira veulent fonder une famille, mais leur apparence féroce a tendance à effrayer les enfants. Sid est largué par sa dernière petite amie, Francine, alors qu'il est sur le point de lui proposer de se marier, et essaie de trouver du réconfort auprès de ses amis. Plus tard, pendant la fête d'anniversaire de mariage de Manny et Ellie, que Manny a oublié mais qu'il parvient à camoufler son oubli en leurs faisant croire que les feux d'artifice dans le ciel viennent de lui. Durant la fête, Manny et Ellie apprennent que Pêche et Julian prévoient de voyager après leur mariage (ce qui déplaît à Manny mais aussi à Ellie), des astéroïdes frappent l'endroit, le groupe et le troupeau échappe de justesse à l'incident, le groupe trouve refuge dans une caverne. Pendant ce temps, dans le monde-du-dessous où vivent les dinosaures (vu dans L'Âge de glace 3 : Le Temps des Dinosaures), un trio de droméosaures (raptor) volants, composé de Gavin et de ses enfants Gertie et Roger, vole un œuf de dinosaure à une mère. Buck vient à la rescousse et rend l’œuf à sa mère. Gavin jure qu'il se vengera. Buck découvre un ancien temple avec un pilier en pierre en son centre et révèle une prophétie (celle des événements de l'histoire) et l'emmène à la surface, où il retrouve Manny et les autres, qui sont contents de le voir.
Buck explique au troupeau que selon les inscriptions sur le pilier, des astéroïdes ont causé plusieurs extinctions dans le passé, et qu'un nouveau monde approche. Il dit que le seul endroit où ils pourront trouver des indices pour l'arrêter est sur le site des précédents impacts, car, d'après le pilier, ils tombent toujours au même endroit. Après quelques réticences vis-à-vis du plan plus que farfelu de Buck, le groupe s'en va sauver le monde. Ils sont à peine partis que les trois droméosaures, qui ont entendu leur conversation, montent à la surface. Gavin et Gertie voient là une occasion de se venger de Buck, mais aussi d'éliminer tous les habitants de la surface pour devenir les rois de ce monde, croyant qu'ils seront à l'abri de l'impact en volant. Roger (le plus chétif, qui souhaite vivre une vie de famille normale) est peut convaincu à cause des faibles probabilités de survie. Mais Gavin et Gertie le forcent à coopérer et s'en vont traquer le groupe.
Au fur et à mesure que le groupe approche du site d'impact (en dépit de quelques péripéties causées par Scrat depuis l'espace), ils découvrent que les astéroïdes ont des propriétés électromagnétiques. Buck affirme avec les 
savant qui provient de sa tête que si une énorme quantité d'astéroïdes étaient rassemblées et lancées en orbite, ils pourraient dévier l'astéroïde principal et l'empêcher de tomber sur Terre. Durant le voyage, Manny et Ellie mettent en place un plan pour dissuader le jeune couple de partir. Buck s'aperçoit de la présence des droméosaures qui les suivent et parvient à éviter une attaque, il dirige le groupe dans la forêt tout en cachant aux autres leur existence. Les dinosaures volant retentent une attaque durant une tempête électrique (provoqué par Scrat) mais ils échouent. Dans la forêt, le groupe est victime d’électricité statique mais alors que Crash et Eddie provoque une friction, tout le monde réussi à quitter la forêt avant l’explosion électrique. Diego trouve une des plumes des droméosaure et commence à avoir des soupçons, tandis que Buck adopte un potiron comme fille. Alors que le groupe s'endort pour la nuit dans une crique, Ellie tente de convaincre Pêche, par le biais de situations, de la dissuader de partir après son mariage mais elle refuse de l'écouter. Parallèlement, Manny a essayé de se rapprocher de Julian mais il le blesse accidentellement au visage, révélant leur complot à Pêche qui est maintenant en colère contre eux.
Roger kidnappe Mémé en pensant avoir eu Buck et la ramène au reste du trio où Mémé les prend pour des ange du paradis venus pour l’emporter. Ils réussissent à s’en débarrasser en la faisant tomber du haut d'une falaise où Mémé est récupérée par un mystérieux personnage (qui se révélera être un lapin du nom de Teddy). Le lendemain, le groupe s'aperçoit de l'absence de Mémé et Buck est obligé d'avouer toute la vérité sur le trio de dinosaure. En suivant la trace de mémé, ils arrivent à « Géotopia », un lieu où une communauté d'animaux a la jeunesse éternelle grâce aux cristaux des astéroïdes, formée à l'intérieur du précédent astéroïde tombé depuis longtemps. Sid rencontre Brooke, une femelle paresseux qui tombe amoureuse de lui, et réciproquement. Brooke emmène le groupe voir Shangri Lama, le chef de Géotopia, qui n'est pas en contradiction avec le plan de Buck, mais leur apprend qu'il est impossible de lancer les cristaux dans l'espace afin d'éviter l'impact imminent ; de plus, il pense qu'ils sont en sécurité, alors qu'ils sont à l'intérieur d'une cible.
Alors que le groupe se résigne à leur triste sort, Manny reconnais s'être trompé sur Julian en le voyant réconforter Pêche. Brooke propose à Sid de se marier avec elle, ce qu'il accepte et pour prouver son amour, il arrache un bout de cristaux aux mur mais il provoque la destruction de Géotopia, divisant les cristaux en vieillissant ses habitants. Au loin, Buck remarque qu’il y a un volcan et suggère de l’utiliser pour projeter les cristaux dans l'espace pour attirer l'astéroïde. Brooke convainc les autres animaux qu'empêcher la chute de l'astéroïde est plus important que leur jeunesse perdue. Ils participent au plan de Buck, qui consiste à remplir le trou du volcan proche avec les cristaux et de boucher les trous de vapeur afin faire pression sur le volcan. Durant le procédé, le trio de dinosaures tentent d'intervenir et Roger plaque Buck au sol, Gavin arrive et demande à Roger de le tuer mais lorsqu'il dévoile leur plan de survie, des astéroïdes prouvent que voler ne servira à rien, ce qui prouve que Roger avait raison, ce dernier convainc son père qu'ils ne pourront pas survivre à l'astéroïde et qu'ils doivent aider les autres. Avec l'aide du trio, le dernier bloc de cristal est amené au sommet mais un incident contraint Manny et Julian a terminer le boulot, et Manny suit un plan de Julian pour mettre le cristal dans le cratère. Le plan fonctionne, et l'astéroïde est dévié de sa trajectoire et repart dans l'espace. Le groupe, accompagné des dinosaures, rentre à la maison. Brooke n'accompagne pas Sid. Ils se laissent un portrait en souvenir. Mémé reste avec Brooke. Peu après le départ du groupe, un cristal d'astéroïde tombe dans une source chaude, lui conférant des propriétés rajeunissantes et rendant tous les Géotopiens jeunes à nouveau, même Mémé fut rajeuni.
Après le retour du groupe à la maison, Manny donne sa bénédiction à Pêche pour réaliser son voyage avec Julian et l'encourage lors du mariage (auquel tout le troupeau et le groupe, ainsi que les trois dinosaures, sont présents) et durant lequel Diego et Kira sont adorés des enfants pour avoir sauvé le monde et où Brooke, redevenue jeune, retrouve Sid, à la plus grande joie de ce dernier.

## Fiche technique
- Titre original : Ice Age: Collision Course
- Titre français : L'Âge de glace : Les Lois de l'Univers
- Titre québécois : L'ère de glace : Les lois de l'univers[1]
- Réalisation : Michael Thurmeier
- Co-réalisation : Galen Tan Chu
- Scénario : Michael J. Wilson, Michael Berg et Yoni Brenner sur une idée de Aubrey Solomon
- Musique : John Debney
- Direction artistique : Michael Knapp
- Photographie : Renato Falcão
- Montage : James Palumbo
- Production : Lori Forte
  - Production associée : Denise L. Rottina
  - Production déléguée : Carlos Saldanha et Chris Wedge
- Sociétés de production : 20th Century Fox Animation, Blue Sky Studios
- Société de distribution : 20th Century Fox
- Budget : 105 millions de dollars[2]
- Pays d'origine :  États-Unis
- Langue originale : anglais
- Format : couleur - 35 mm - 2,35:1 - son Dolby Digital / DTS / SDDS / Dolby Atmos
- Genre : animation
- Durée : 94 minutes
- Dates de sortie :
  -  France  /  Belgique : 13 juillet 2016
  -  États-Unis : 22 juillet 2016

## Distribution
| - Ray Romano : Manny - John Leguizamo : Sid - Denis Leary : Diego - Queen Latifah : Ellie - Seann William Scott : Crash - Josh Peck : Eddie - Simon Pegg : Buck - Jennifer Lopez : Kira - Keke Palmer : Pêche - Adam DeVine : Julian - Wanda Sykes : Mémé - Jesse Tyler Ferguson : Shangri Lama - Jessie J : Brooke - Neil deGrasse Tyson : Neil deBuck Weasel - Melissa Rauch : Francine - Michael Strahan : Teddy - Nick Offerman : Gavin - Stephanie Beatriz : Gertie - Max Greenfield : Roger - Chris Wedge : Scrat | - Gérard Lanvin : Manny - Élie Semoun : Sid - Vincent Cassel : Diego - Armelle Gallaud : Ellie - Christophe Dechavanne : Crash - Alexis Tomassian : Eddie - Emmanuel Curtil : Buck - Laura Blanc : Kira - Lisa Caruso : Pêche - Guillaume Pley : Julian - Évelyne Grandjean : Mémé - Emmanuel Garijo : Gazelle - Thibaut Lacour : Shangri Lama - Carine Ribert : Brooke - Edwige Lemoine : Francine - Michel Dodane : Teddy - Frédéric Souterelle : Gavin - Magali Rosenzweig : Gertie - Gauthier Battoue : Roger - Chris Wedge : Scrat - François Santucci : le Hérisson - Benoît Allemane : le narrateur et Neil deBuck Belette, le scientifique dans la tête de Buck Source et légende : version française (VF) sur RS Doublage |

Galerie photo des acteurs
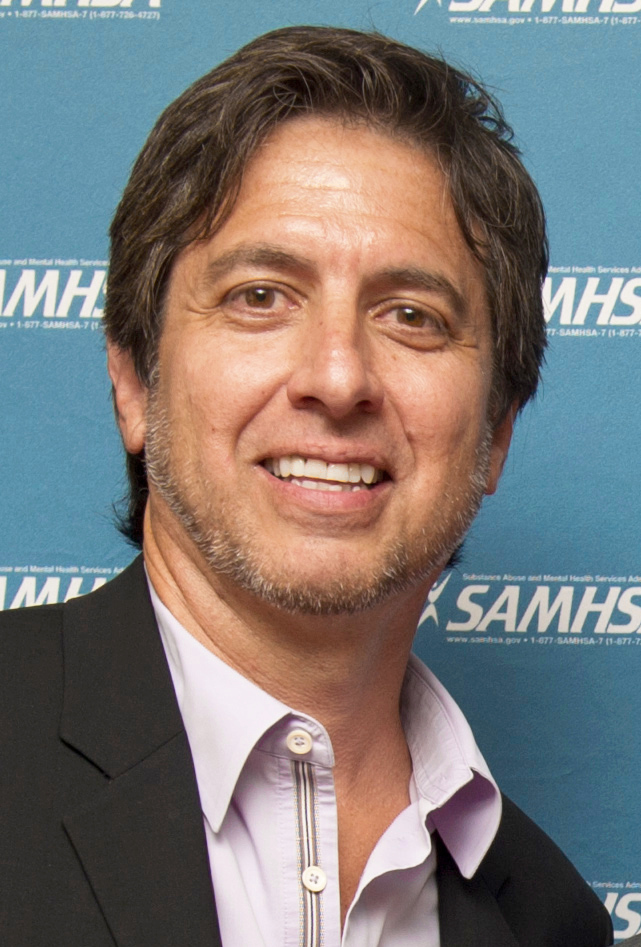
Ray Romano
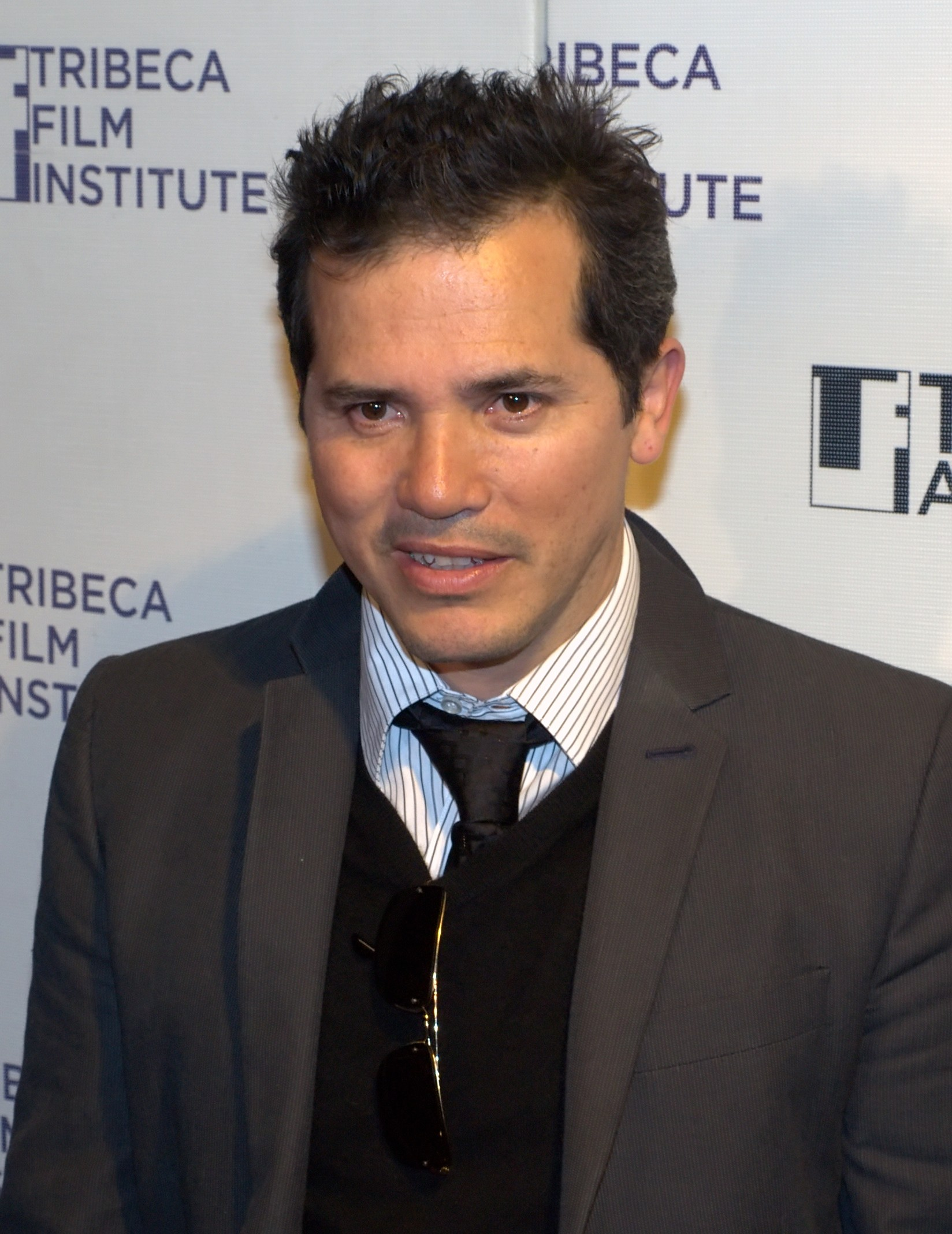
John Leguizamo
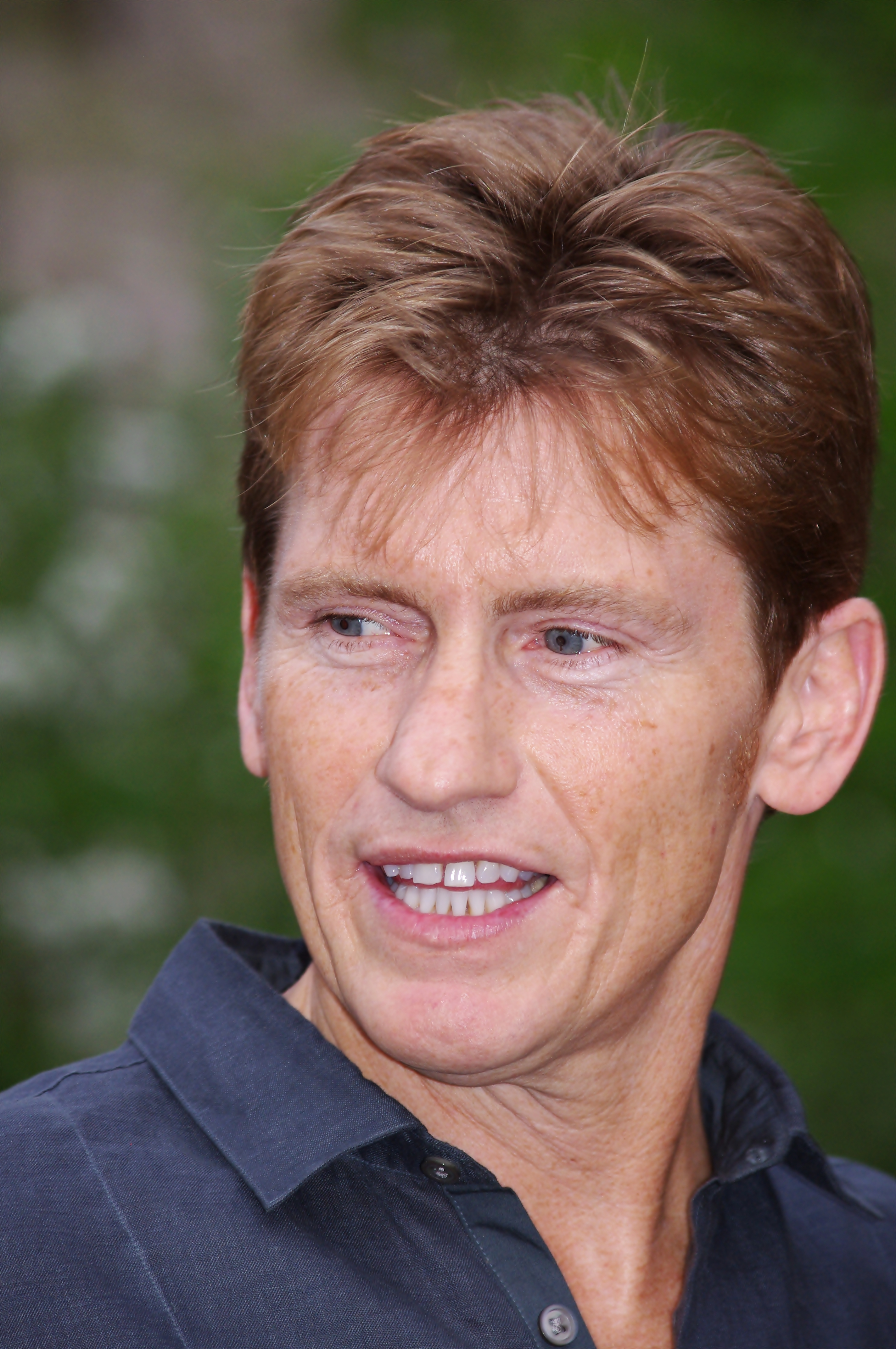
Denis Leary
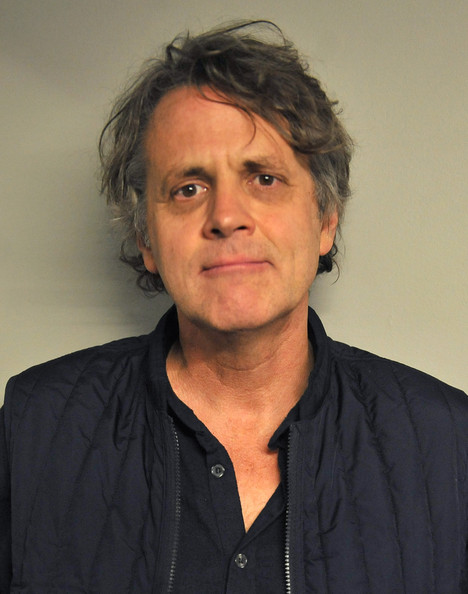
Chris Wedge
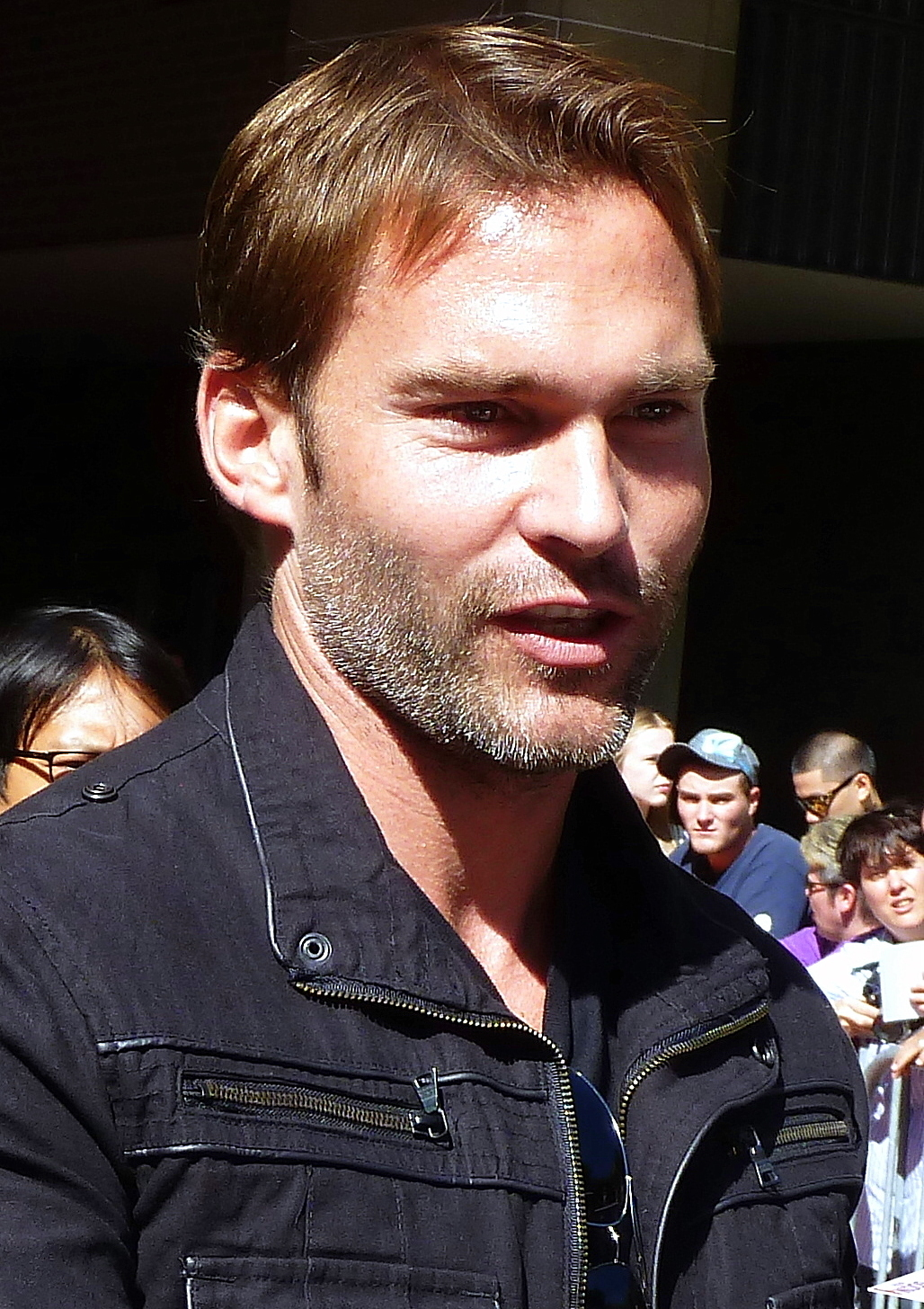
Seann William Scott
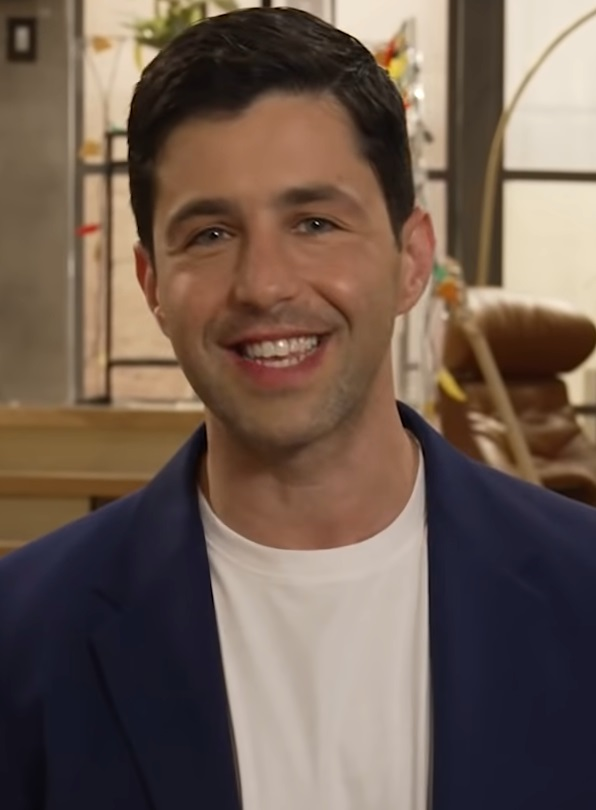
Josh Peck
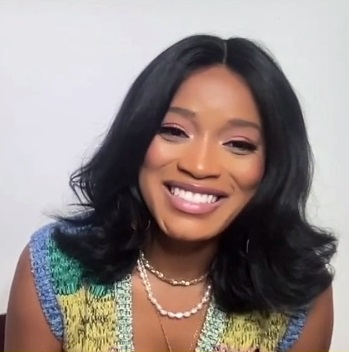
Keke Palmer
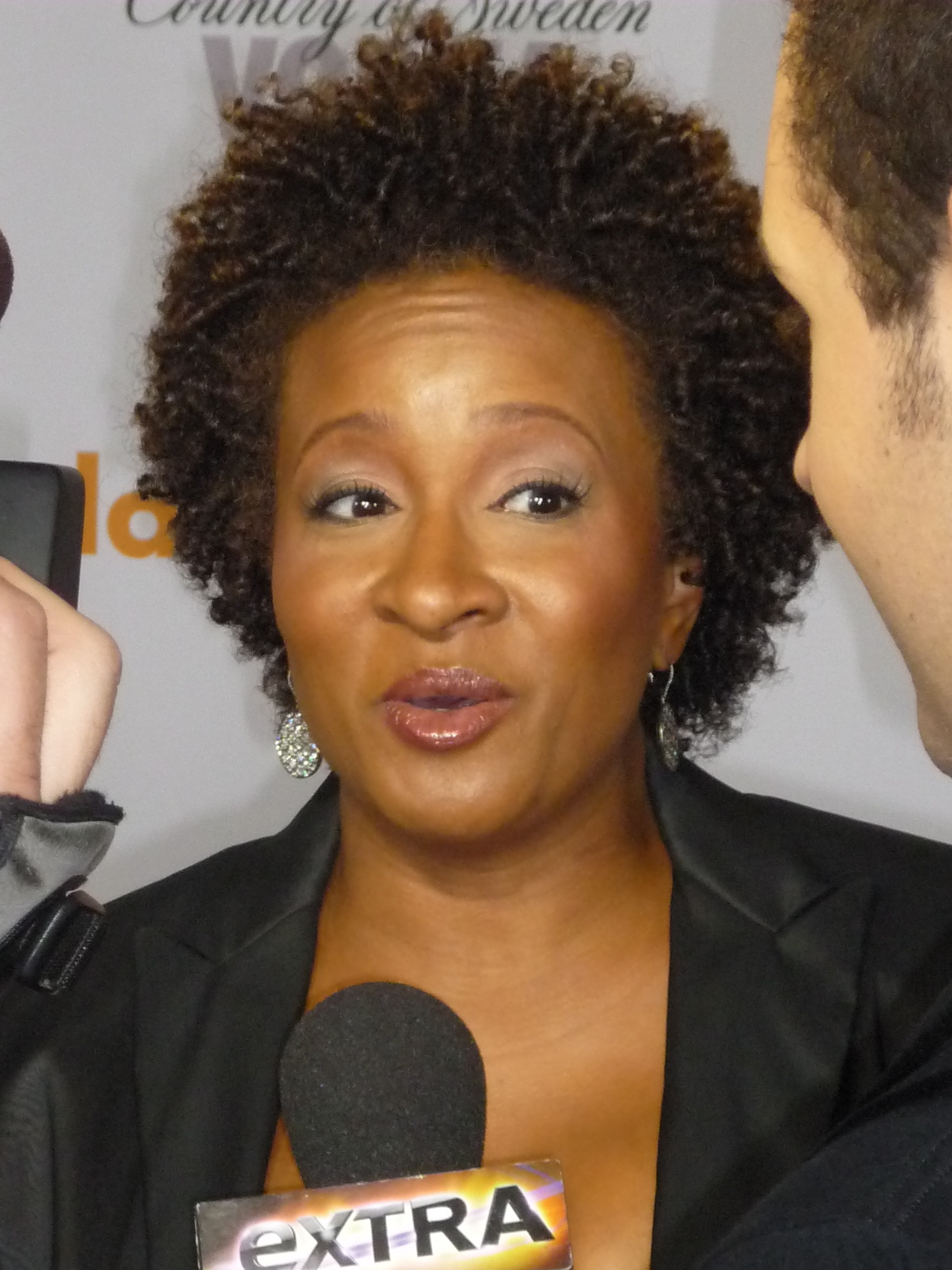
Wanda Sykes
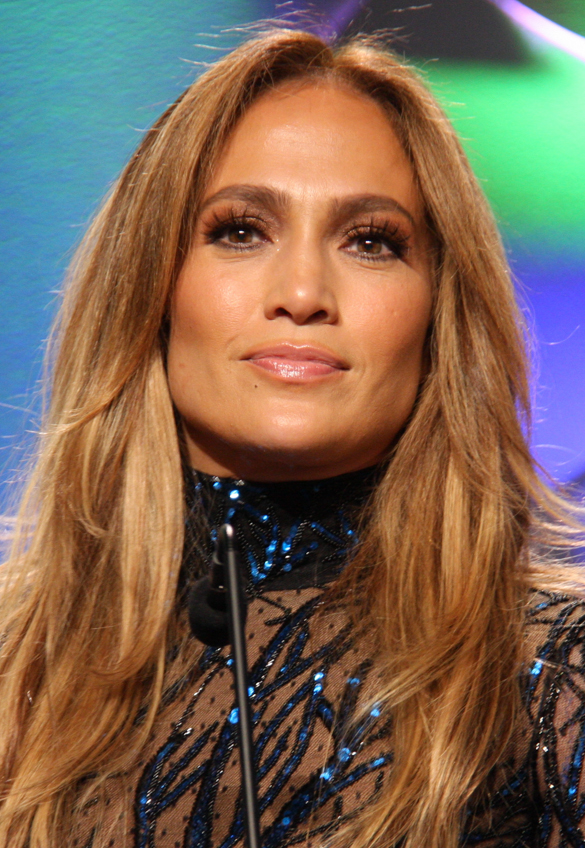
Jennifer Lopez
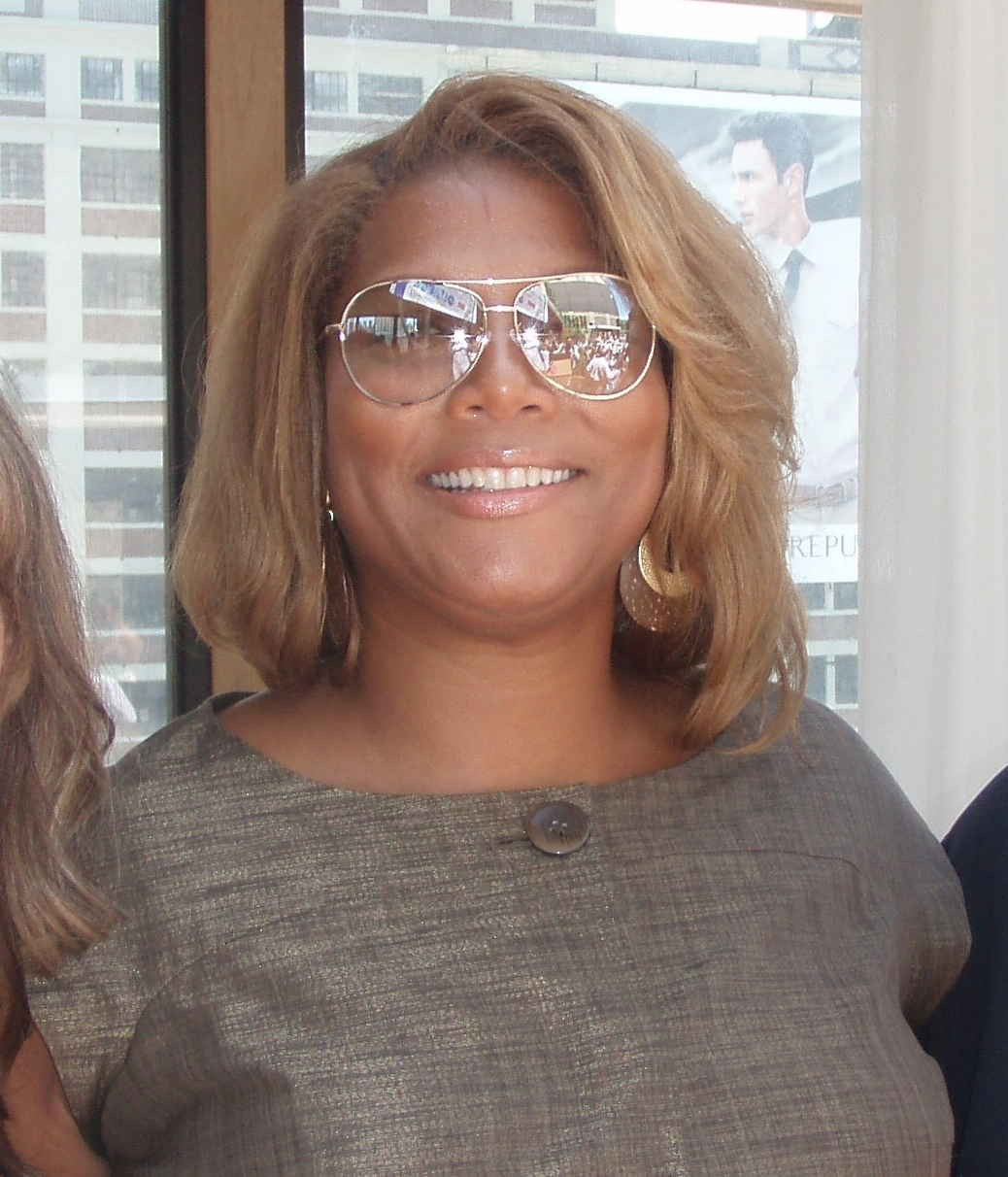
Queen Latifah
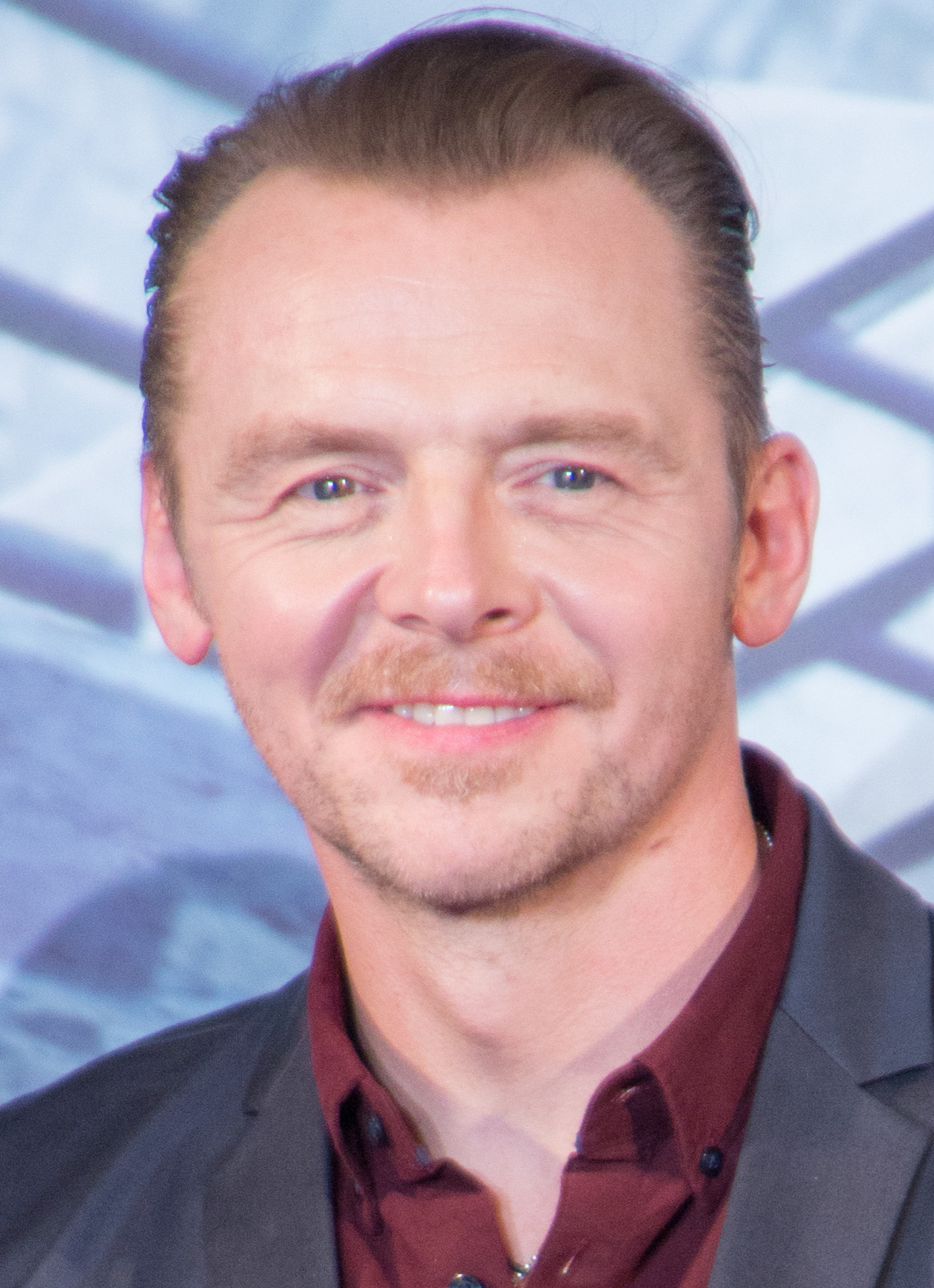
Simon Pegg
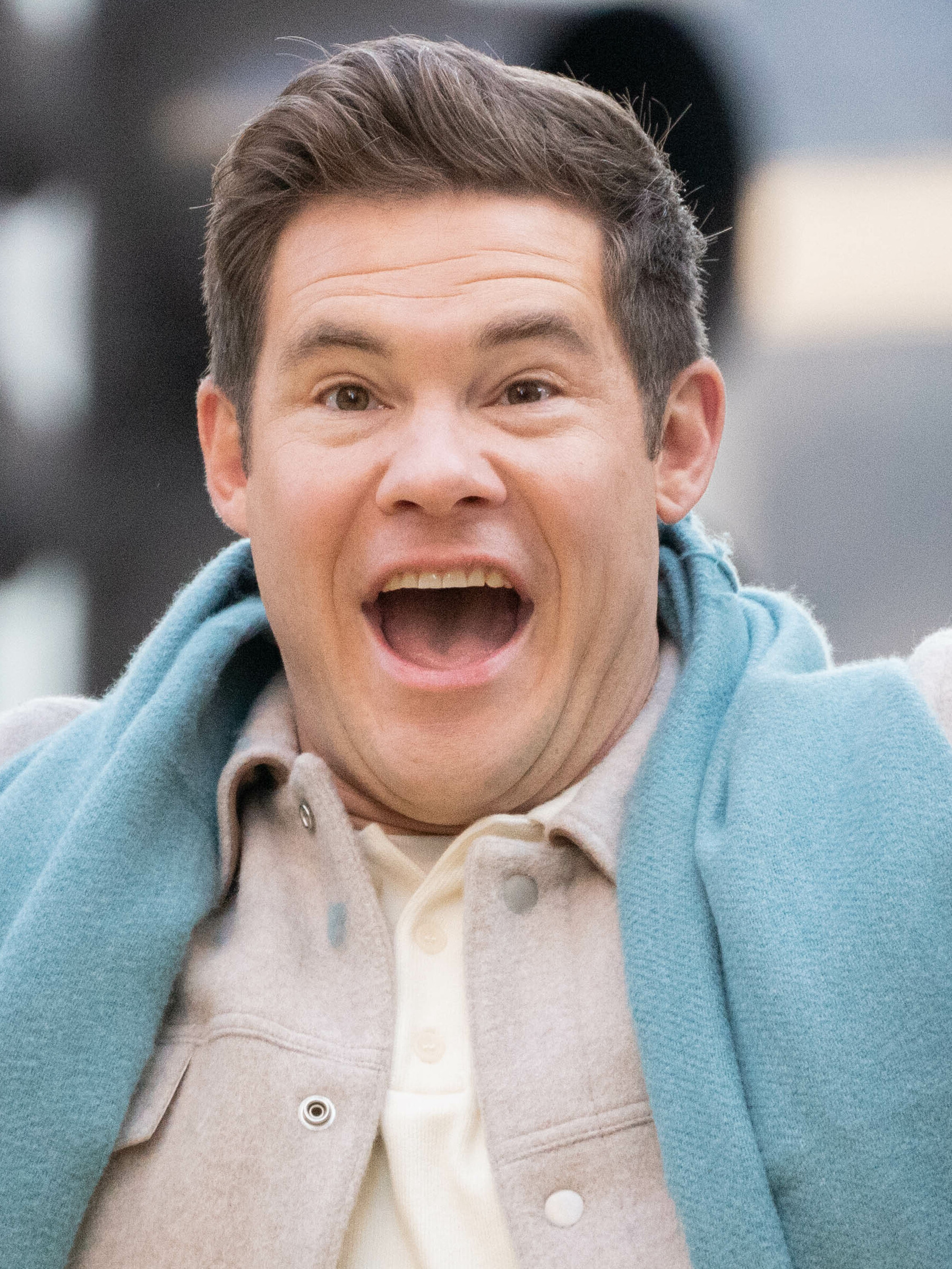
Adam DeVine
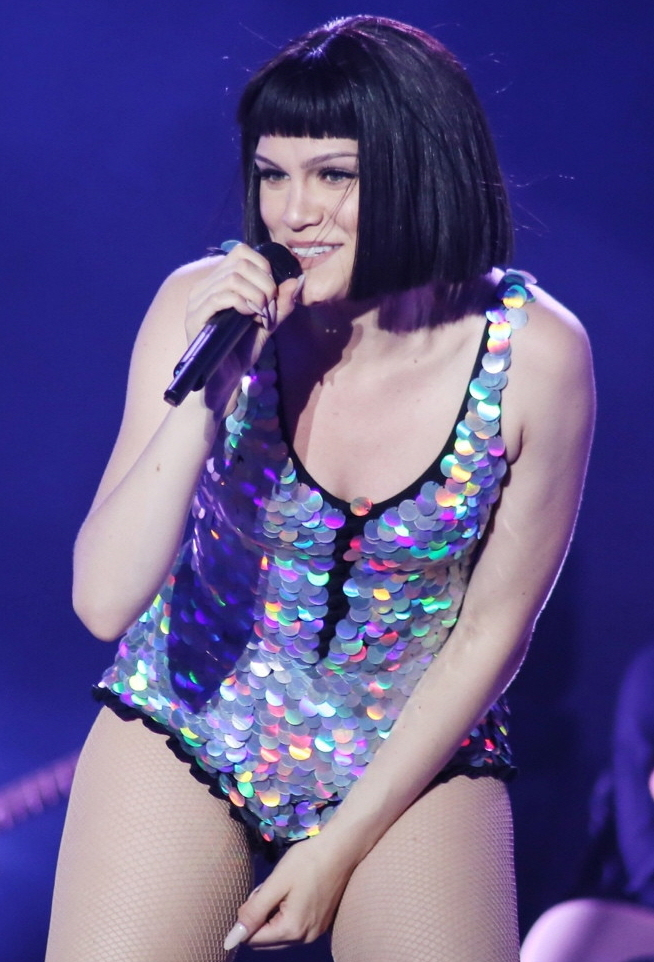
Jessie J
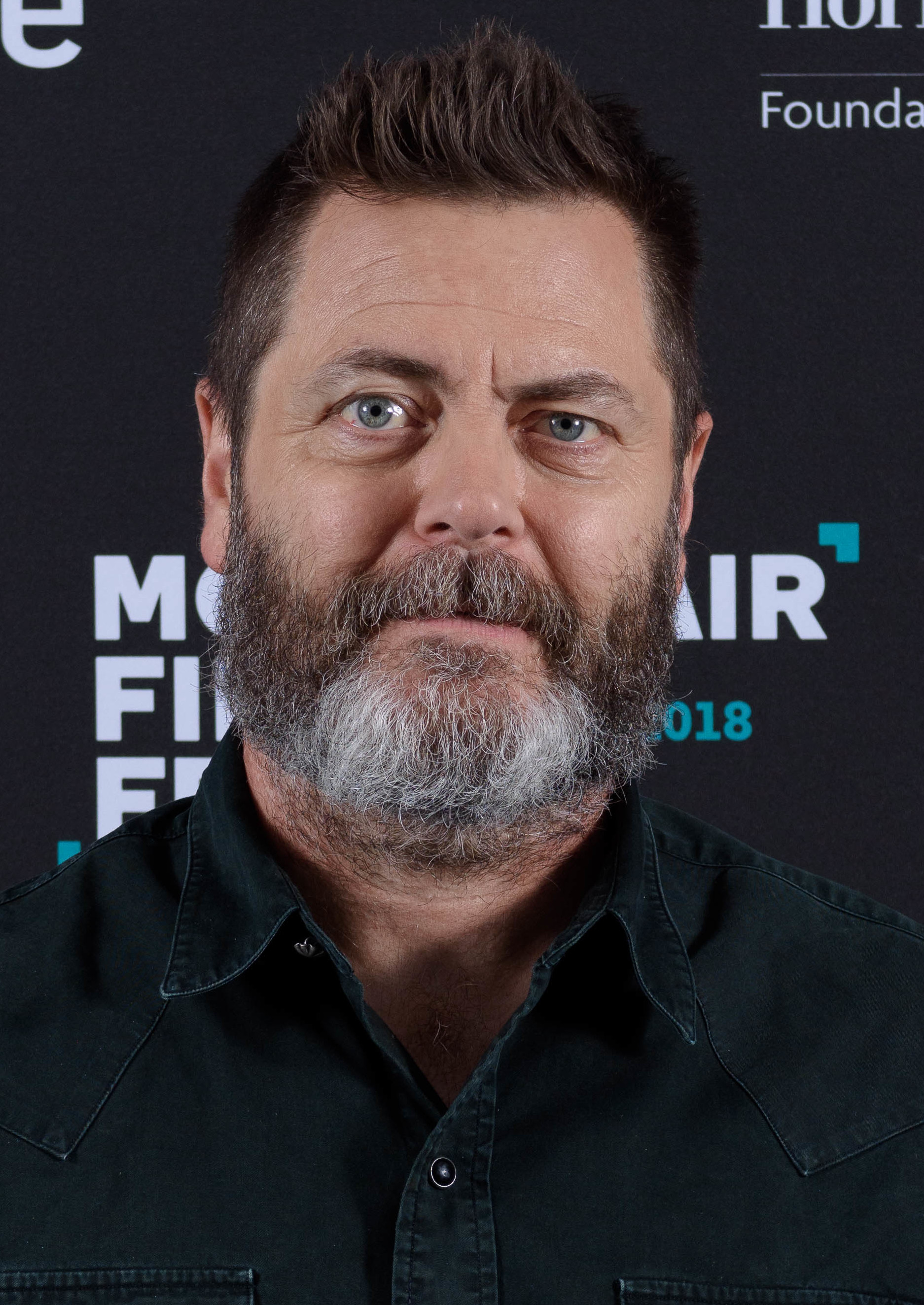
Nick Offerman
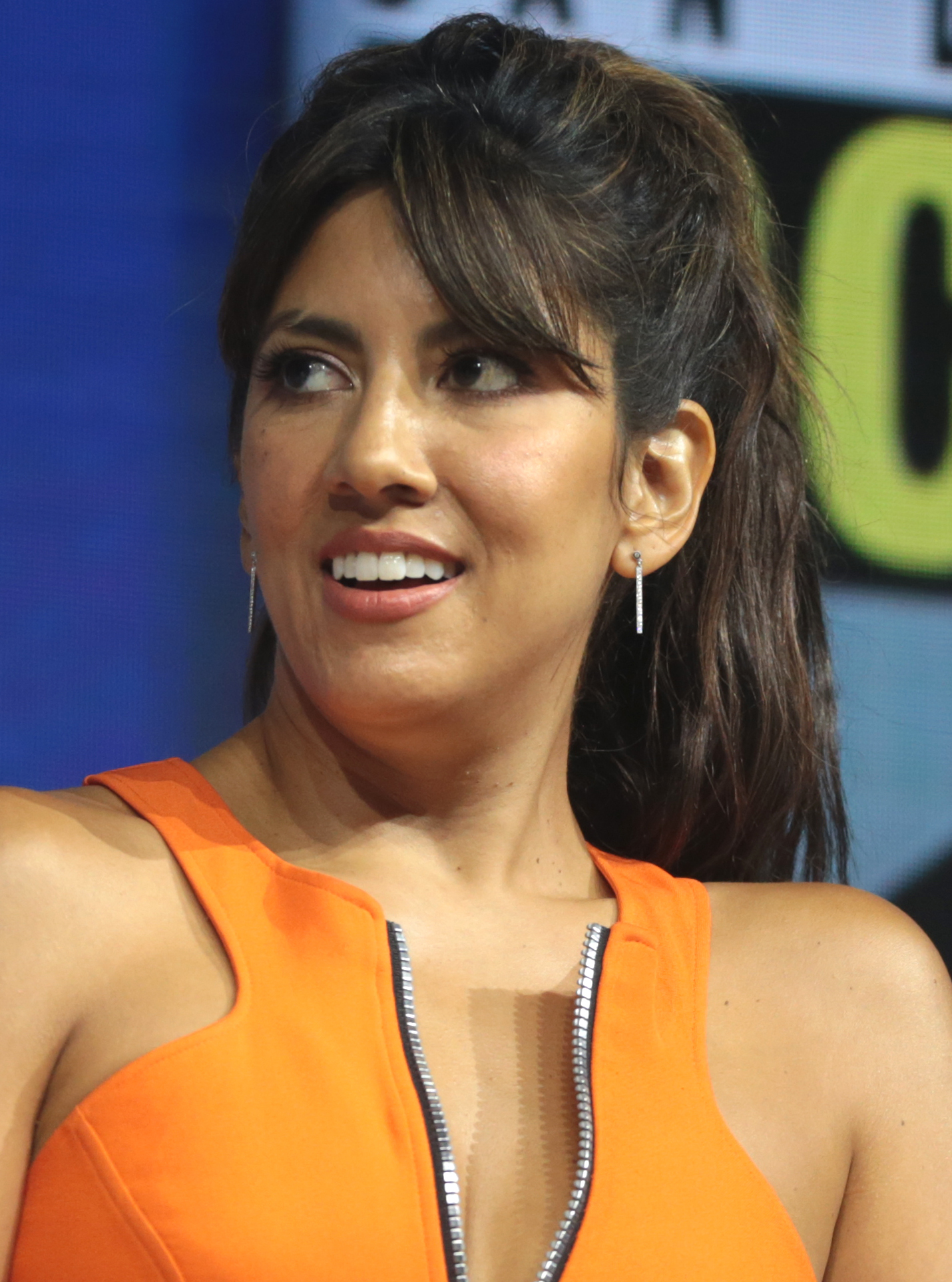
Stephanie Beatriz
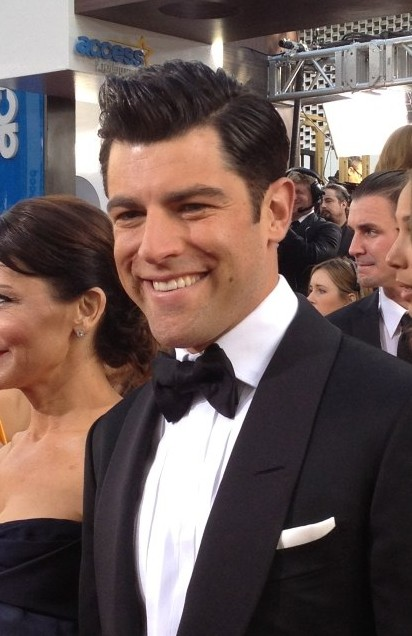
Max Greenfield
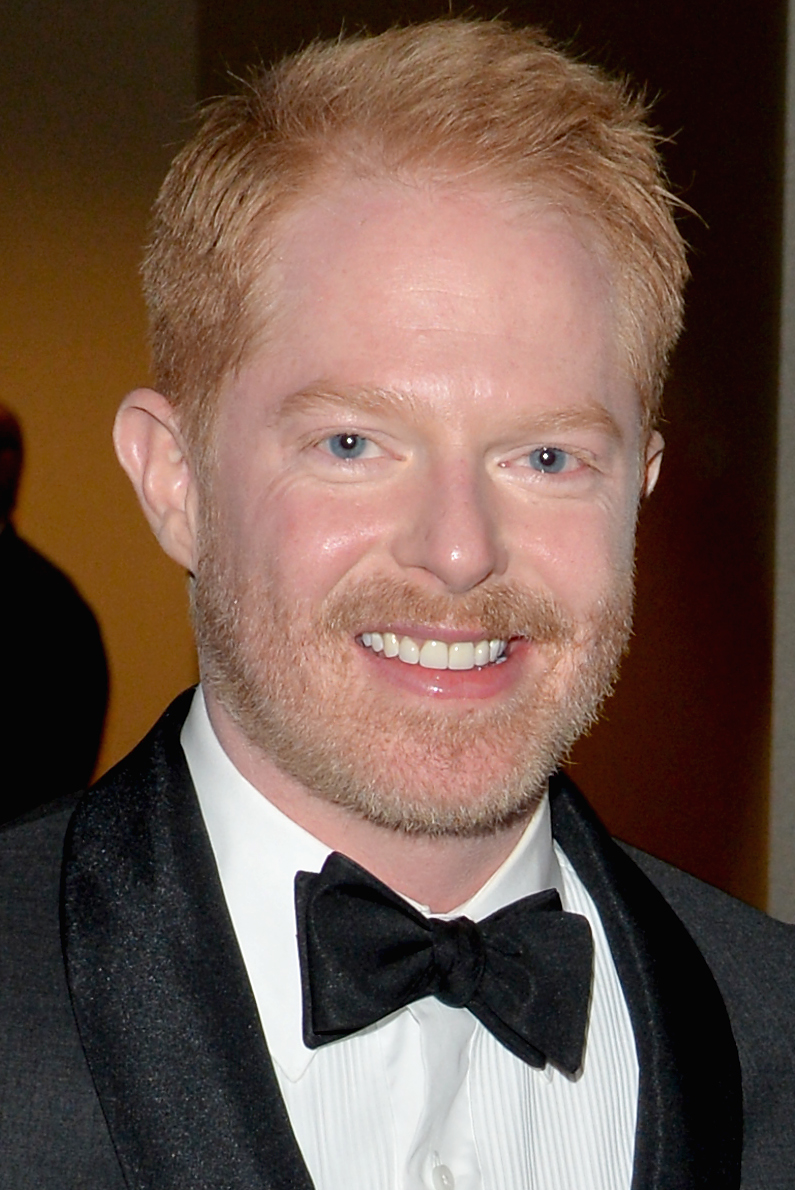
Jesse Tyler Ferguson
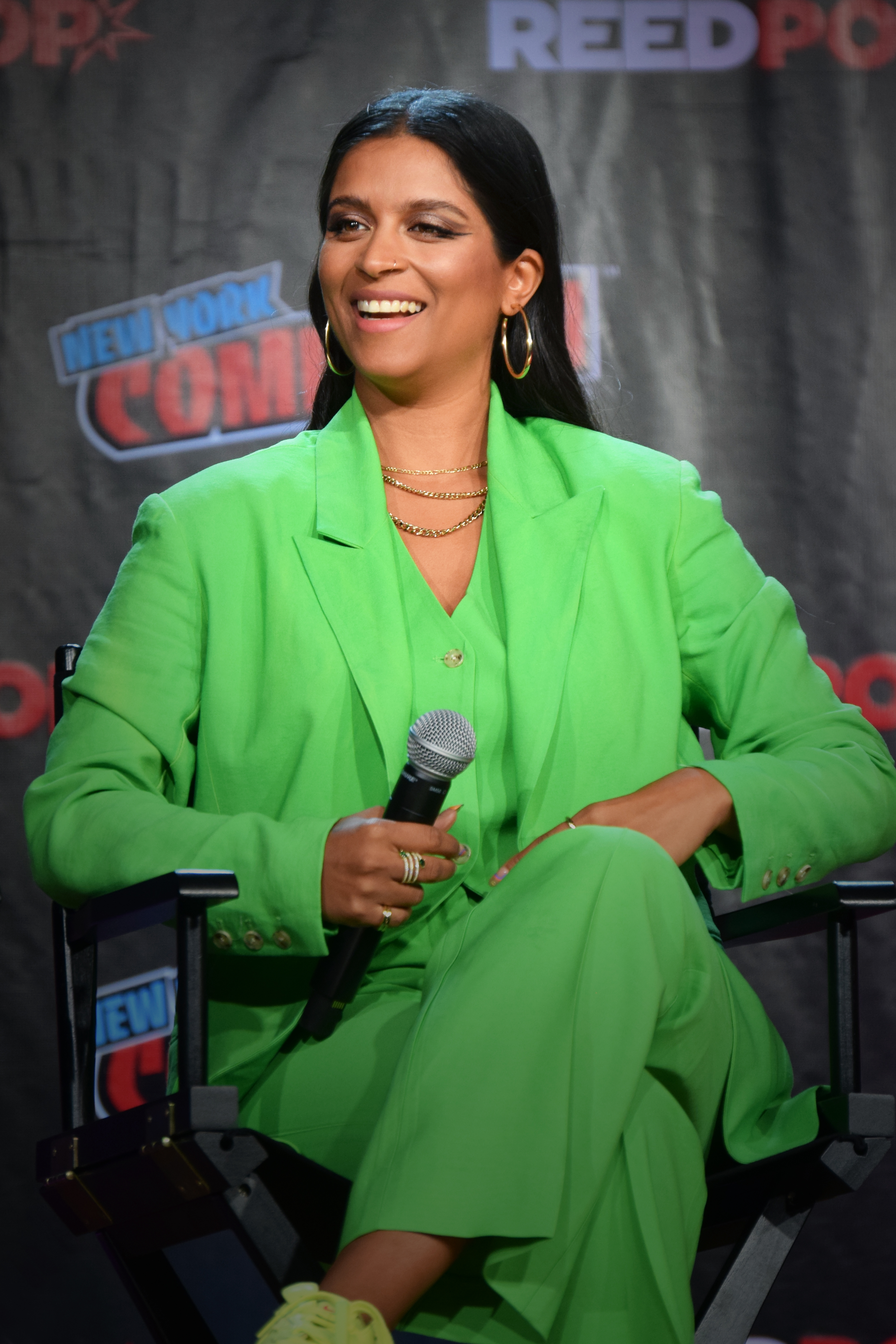
Lilly Singh
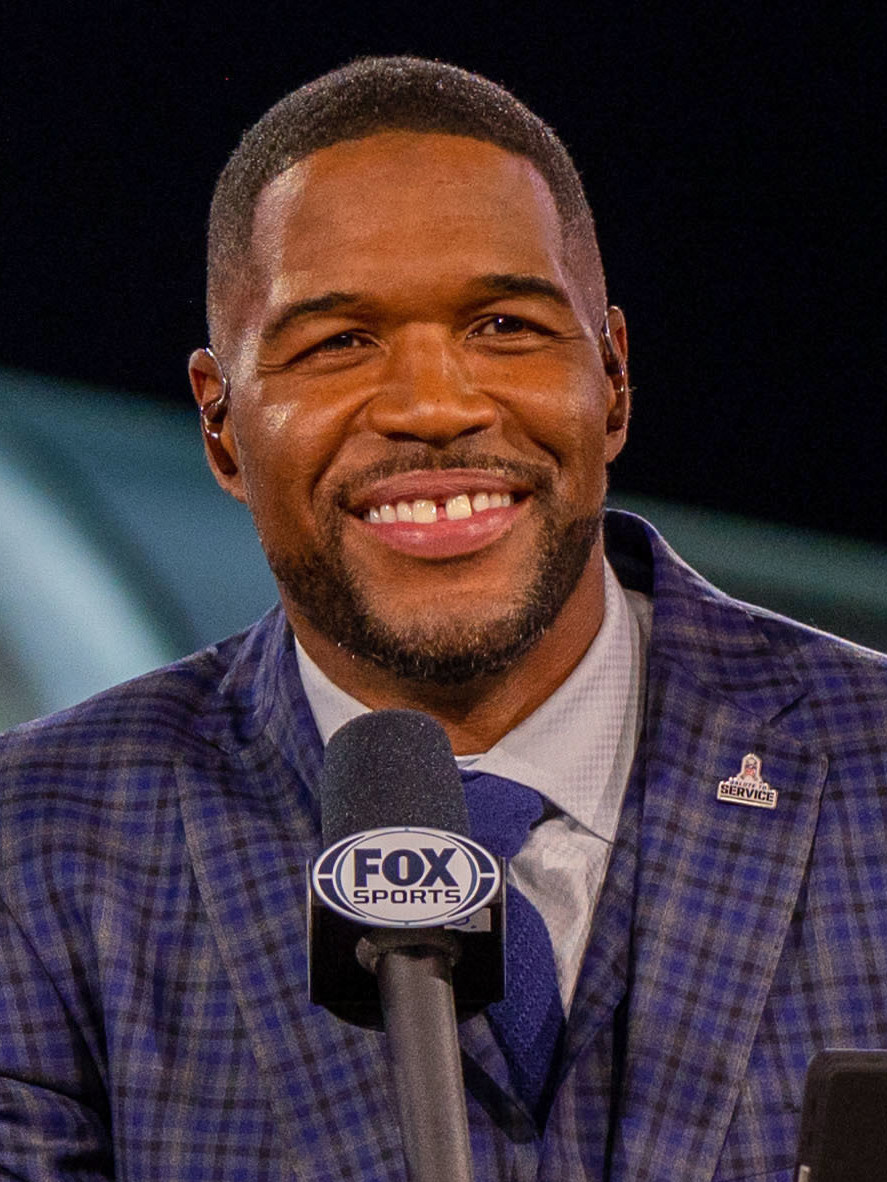
Michael Strahan
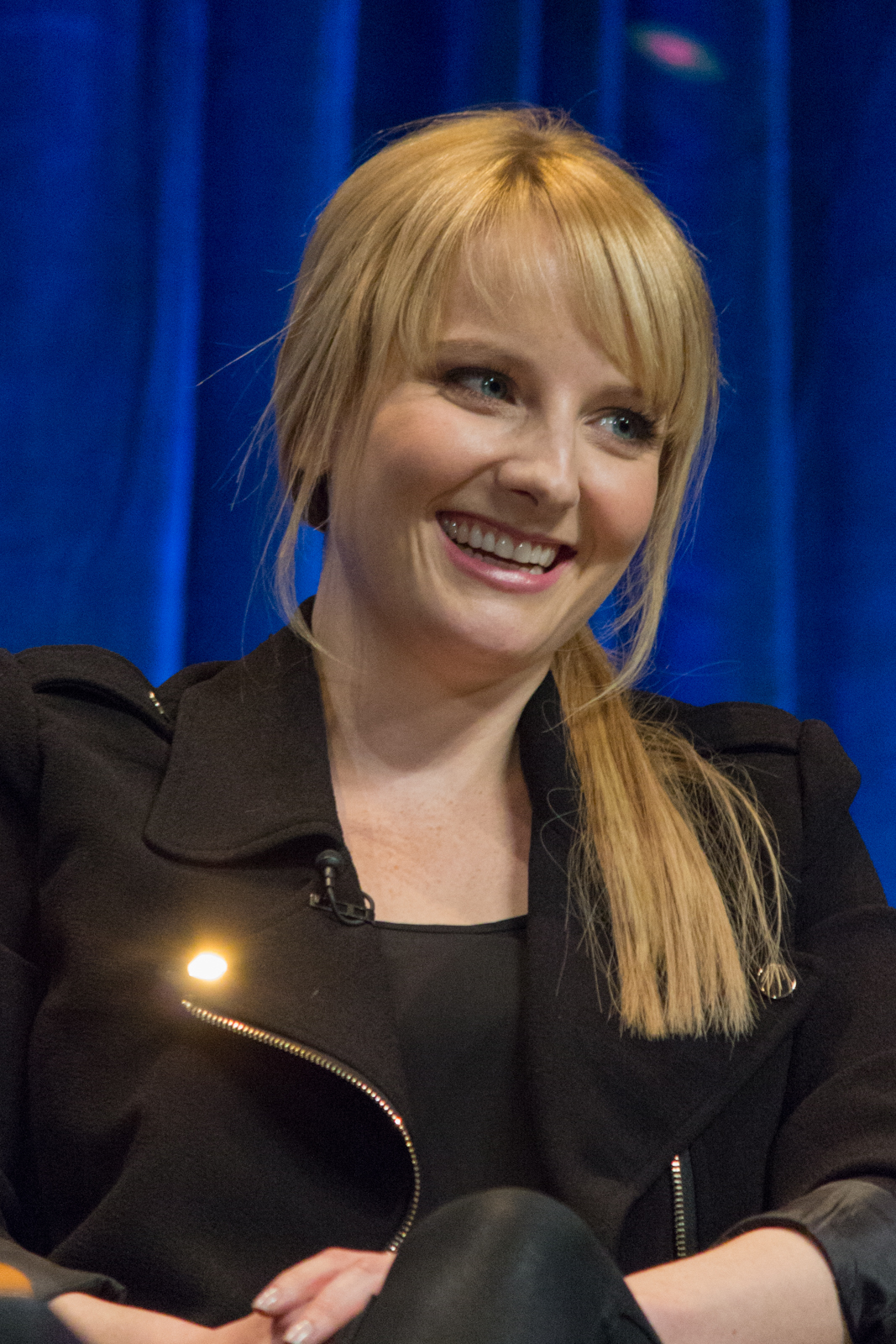
Melissa Rauch
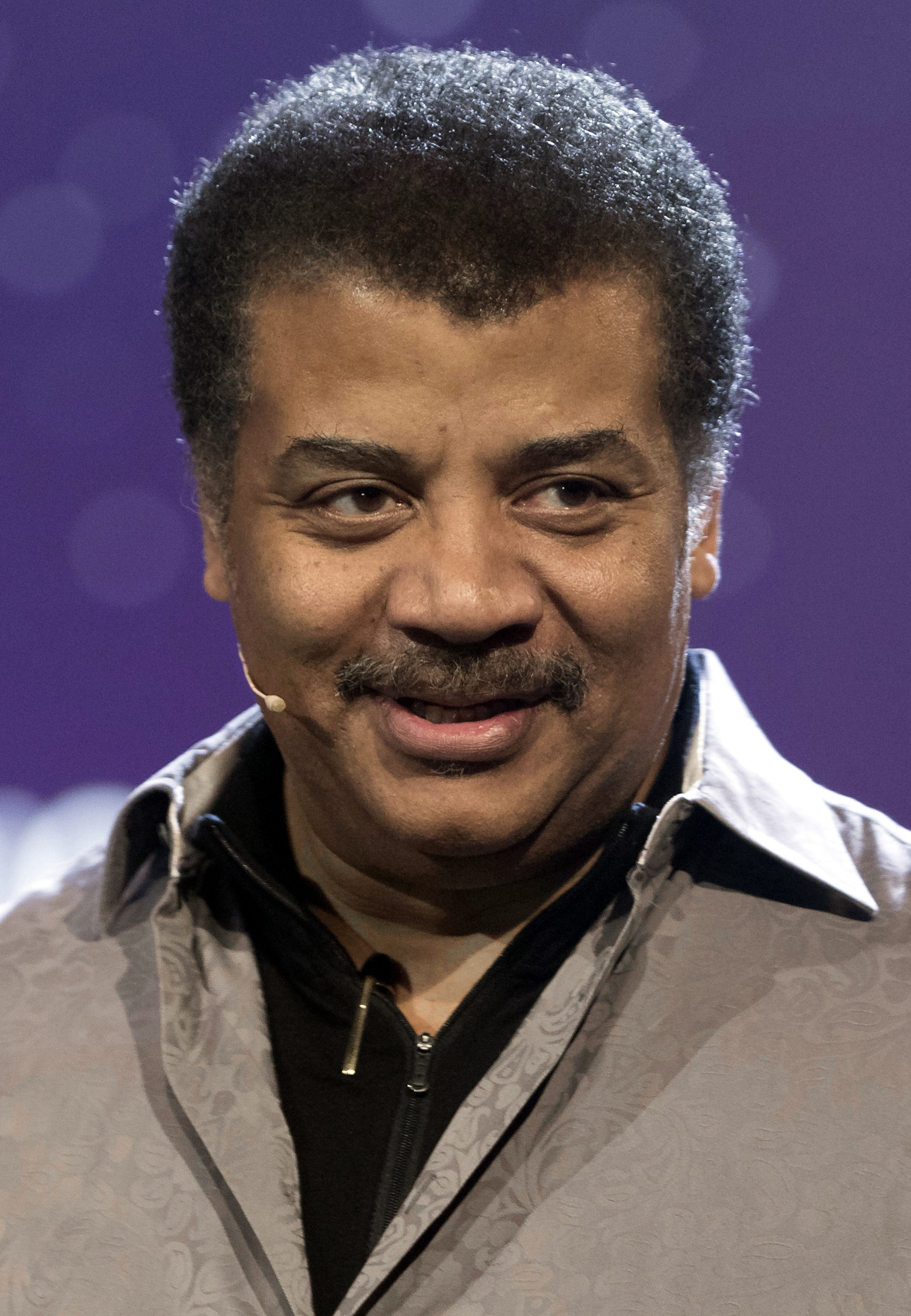
Neil deGrasse Tyson

## Production
Le 12 juillet 2012, après la sortie de L'Âge de glace 4 : La Dérive des continents, John Leguizamo, la voix originale de Sid, parle de la possibilité d'un cinquième opus de la franchise L'Âge de Glace : « On dirait qu'ils travaillent sur quelque chose. Donc je l'espère, la réponse est oui, mais je ne peux pas l'affirmer avec certitude ». Le 20 décembre 2013, la 20th Century Studios confirme L'Âge de glace 5 avec une date de sortie fixée au 15 juillet 2016.
En juin 2015, une affiche promotionnelle, dévoilée lors du Licensing Expo, révèle le titre complet du film : Ice Age: Collision Course. Le 7 août 2015, le titre officiel est confirmé pour être L'Âge de glace : Les Lois de l'Univers (Ice Age: Collision Course). Denis Leary, Ray Romano, Queen Latifah et John Leguizamo reprendront leurs rôles, tandis que Mike Thurmeier et Galen T. Chu réaliseront le film.

## Accueil

### Sortie
La sortie de ce cinquième opus était initialement prévue le 15 juillet 2016 aux États-Unis. Cependant, le 7 août 2015, la sortie du film est repoussée d'une semaine au 22 juillet 2016 afin d'éviter SOS Fantômes, La La Land et The Lake, tous prévus pour le 15 juillet 2016.

### Accueil critique
Le film reçoit un accueil critique assez négatif, en témoignent les scores bas sur le site Rotten Tomatoes seulement 18 % d'opinions favorables pour 118 critiques (et 39 % d'avis positifs de la part du public, soient les scores les plus bas de la saga). Sur Metacritic, il obtient une note moyenne de 34⁄100 pour 27 critiques.
Néanmoins, le film est un peu mieux perçu en France, Allociné proposant une note moyenne de 3/5 à partir de 25 critiques de presse.

### Box-office
Avant sa sortie sur le sol américain, L'Âge de glace : Les Lois de l'Univers a rapporté 850 000 $ lors des avants-premières du jeudi soir. Pour son premier jour d'exploitation aux États-Unis et au Canada, le film se place à la quatrième place et rapporte 7,9 millions dans 3992 cinémas.
Le film reste à la quatrième place avec 21,3 millions lors du premier week-end d'exploitation, derrière Dans le noir (21,6 millions), Comme des bêtes (29,6 millions) et Star Trek : Sans limites (59,2 millions). Il s'agit alors du pire premier week-end d'exploitation de la franchise. Finalement, L'Âge de glace : Les Lois de l'Univers a rapporté 408 334 199 $ au box-office mondial, dont 64 063 008 $ en Amérique du Nord et 344 271 191 $ à l'international.
En France, également pour son premier jour d'exploitation, le film se positionne à la première place du classement avec 354 032 entrées dans 737 salles. Dès sa première semaine, il reste à la première place avec 1 232 859 entrées. Au total, le film a cumulé 3 456 526 entrées.